# Luis Ribera
Luis Fernando Ribera (Chivilcoy, 15 de abril de 1929) é um ex-pentatleta olímpico argentino. 

## Carreira
Luis Ribera representou a Argentina nos Jogos Olímpicos de 1952, 1956 e 1960, na qual ficou na 8° posição por equipes em 1952, sendo sua melhor posição. 